# Abacetus distinctus
Abacetus distinctus es una especie de escarabajo terrestre de la subfamilia Pterostichinae. Fue descrito por Chaudoir en 1878. 